# Luis de Aliaga
Luis de Aliaga (ur. 1565, zm. grudzień 1626) – hiszpański dominikanin, pierwszy przeor klasztoru św. Ildefonsa w Saragossie (Convento de San Ildefonso de Zaragoza), od 20 stycznia 1607 honorowy prowincjał Ziemi Świętej i wizytator prowincji Portugalii. Mianowany 6 grudnia 1608 spowiednikiem króla Hiszpanii Filipa III. 
Aliaga miał swój udział w wypędzeniu Morysków (1609). Przyczynił się również do upadku księcia Lermy i jego wypędzenia z dworu w 1618 r. Filip III zaoferował mu arcybiskupstwo Toledo, którego to stanowiska Aliaga nie przyjął. Został jednakże archimandrytą Sycylii i członkiem Rady Państwa. W roku następnym został mianowany Generalnym Inkwizytorem królestwa (1619). Po wstąpieniu na tron Filipa IV został zmuszony do opuszczenia dworu. 